# Marita Geraghty
Marita Geraghty (Chicago, 26 de marzo de 1962) es una actriz de cine y televisión estadounidense. Tuvo papeles en varias películas a finales de los 80 y principios de los 90, siendo el más importante su interpretación como Nancy Taylor en Atrapado en el tiempo (El día de la marmota en Hispanoamérica). Estuvo casada con el actor Michael Maguire. Se graduó en la Universidad de Illinois e hizo su debut en Broadway en 1987 en Coastal Disturbances.

## Filmografía

### Películas
| Año  | Título en España         | Título original         | Rol                     | Notas |
| ---- | ------------------------ | ----------------------- | ----------------------- | ----- |
| 1986 | Atrapados sin salida     | No Mercy                | Alice Collins           |       |
| 1987 | Descubierto              | Hiding Out              | Janie Rooney            | [ 2 ] |
| 1987 | Al filo de la noticia    | Broadcast News          | Mujer violada           |       |
| 1988 | Jóvenes ardientes        | Fresh Horses            | Maureen                 |       |
| 1991 | Durmiendo con el enemigo | Sleeping with the Enemy | Julie                   |       |
| 1992 | Esta es mi vida          | This is my life         | Mia Jablon              |       |
| 1992 | Héroe por accidente      | Hero                    | Ir                      |       |
| 1993 | Atrapado en el tiempo    | Groundhog Day           | Nancy Taylor            |       |
| 1995 | Don Juan DeMarco         | Don Juan DeMarco        | Mujer en el restaurante |       |
| 1995 | Situación desesperada    | Im Sog des Bösen        | Carla Mitchelson        |       |

### Televisión
| Año  | Título                     | Rol                                | Notas        |
| ---- | -------------------------- | ---------------------------------- | ------------ |
| 1988 | Spenser, detective privado | Janet / Elizabeth Canning Anthony  | 2 episodios  |
| 1989 | A la Tierra                | Karen                              | 1 episodio   |
| 1990 | Ley y Orden                | Rebecca Byrne                      | 1 episodio   |
| 1990 | Enfrentado con la ley      | Mariella Wilson                    | 1 episodio   |
| 1991 | Mi Vida por mi Hijo        | Isabella Larson                    |              |
| 1992 | Woops!                     | Suzanne Stillman                   | 11 episodios |
| 1994 | Dos veces muerta           | Dawn Tripplet                      |              |
| 1994 | Seinfeld                   | Margarita                          | 1 episodio   |
| 1995 | Loco por ti                | Velma                              |              |
| 1996 | Frasier                    | Amanda                             | 1 episodio   |
| 1997 | Chicago Hope               | Monica Blaine                      | 1 episodio   |
| 2001 | Un golpe de suerte         | Kate O'Reilly Johnson / Kate Smith | [ 3 ]        |
| 2001 | La juez Amy                | Julie Baker                        | 1 episodio   |
| 2003 | CSI Las Vegas              | Jane Damon                         | 1 episodio   |
| 2003 | Tocados por un ángel       | Deborah Jackson                    | 1 episodio   |
| 2003 | Embrujadas                 | Katrina                            | 1 episodio   |
| 2003 | Miss Match                 | Meaghan Smalls                     | 1 episodio   |
| 2005 | Numb3rs                    | Jessica Avery                      | 1 episodio   |
| 2009 | Todos mis novios           |                                    | 1 episodio   |

## Teatro
- Present Laugther (1986) *[4]
- Biloxi Blues (1986)
- Coastal Disturbances (1987)[1]
- Spoils of War (1989)[5]
- La noche de la iguana[1]
- The Heidi Chronicles[1]
- The Good Doctor (2000)[6]
- Distracted (2007)[7]